# Devotio
Eine devotio war in der römischen Antike die kultische (Selbst-)Aufopferung an die Götter. Überliefert sind die devotiones dreier Decii aus aufeinanderfolgenden Generationen.

## Der kultische Vorgang
In der bekanntesten Variante weiht ein Feldherr sich selbst den Unterweltsgöttern, und zwar zusammen mit dem Leben der Feinde. Den Göttern wird also gleichsam ein Pakethandel vorgeschlagen: Sie bekommen das Leben des Gelobenden (durch dessen Tod in der Schlacht) unter der Bedingung, dass sie auch den Feinden das Leben nehmen.
Nach der Schilderung bei Livius (ab urbe condita 8, 9) zieht der Feldherr auf Aufforderung des Priesters die toga praetexta an, verhüllt sein Haupt, legt seine Hand ans Kinn und stellt sich auf einen niedergelegten Speer. Dann spricht er die Devotionsformel. Sie besteht aus einer Anrufung der eigenen Götter und der Götter der Feinde, der Bitte um Sieg im Kampf und schließlich dem Versprechen, das Leben der Feinde gemeinsam mit dem eigenen für den römischen Staat aufzuopfern:
legiones auxiliaque hostium mecum Deis Manibus Tellurique devoveo.
Ich weihe die Truppen und Hilfstruppen der Feinde zusammen mit mir den Manen und der Tellus.
Livius berichtet (8, 10), der Feldherr müsse nicht unbedingt sein eigenes Leben zum Opfer bereithalten, sondern könne auch dasjenige eines beliebigen Soldaten weihen. Überlebt der Soldat, muss sein Abbild mindestens sieben Fuß tief vergraben werden; die Grabstelle gilt als verflucht und darf von einem römischen Beamten nicht betreten werden. Ferner ist ein Sühneopfer darzubringen. Überlebt der Feldherr, der sich selbst geweiht hat, kann er zeitlebens keine sakrale Handlung mehr gültig vollziehen. Fällt der Speer, auf dem er gestanden hat, in Feindeshand, ist ein Suovetaurilia-Opfer zu vollziehen.

## Diedevotionesder Decii
Die obigen Ausführungen Livius’ beziehen sich auf die devotio des älteren Publius Decius Mus. Decius weiht sich den Göttern im Kampf gegen die Latiner bei der Schlacht am Vesuv 340 v. Chr. Sein Sohn gleichen Namens stirbt durch devotio in der Schlacht von Sentinum 295. Es wird vermutet, dass nur diese devotio historisch ist und später vom Sohn auf den Vater übertragen wurde. Marcus Tullius Cicero (de finibus 2, 61) weiß überdies noch von einer devotio des Enkels in der Schlacht bei Asculum 279 v. Chr., die ansonsten nicht überliefert ist.

## Weitere Bedeutungen
Macrobius (Saturnalia 3, 9) zitiert eine devotio-Formel anlässlich der Eroberung Karthagos, die nach der evocatio (also der Bitte an die Götter, den Feind zu verlassen, auf dass man sich bei der Eroberung nicht an den Göttern versündige) gesprochen wurde und nur die Weihe der gegnerischen Stadt an die Götter zum Inhalt hatte. Auf solche Weise wurden nach Macrobius auch Korinth und einige italische Städte geweiht.
In der Kaiserzeit wurde die devotio zur formelhaften Loyalitätsbekundung der Untertanen an den Herrscher. Nach Sueton (Caligula 27, 2) zwang Caligula einen Bürger, die devotio wörtlich zu nehmen.